# منطقة كبرى
مصطلح منطقة كبرى تشير إلى تقسيم جيوسياسي فرعي يضمن عدد من المناطق ذات الحدود المرسومة وفقا للتقاليد أو السياسة. المعنى قد يتنوع، إلا أن المعنى الشائع هو منطقة كبيرة داخلها تشابه ثقافي أو اقتصادي أو تاريخي أو اجتماعي. المصطلح تستعمل كثيرا في إطار العولمة.
- قد يشير إلى أنواع منوعة من تجمعات الدول الأمة وفق الجوار الجغرافي. [1]
- في رومانيا «ماكروريجيوني» هي مناطق كبرى تمثل تقسيمات فرعية كبيرة في الدولة